# Pio Vittorio Vigo
Pio Vittorio Vigo (Acireale, 4 novembre 1935 – Verona, 30 aprile 2021) è stato un arcivescovo cattolico italiano.

## Biografia
Nacque ad Acireale, sede vescovile in provincia di Catania, il 4 novembre 1935.

### Formazione e ministero sacerdotale
Il 20 settembre 1958 fu ordinato presbitero, nella chiesa di San Benedetto ad Acireale, dal vescovo Angelo Calabretta.
Studiò a Roma come alunno dell'Almo collegio Capranica; conseguì la laurea in filosofia nel 1963 presso la Pontificia Università Gregoriana di Roma. Fu professore di filosofia in seminario e docente di religione nei licei statali.
Dal 1958 al 1981 fu vice-direttore dell'Oasi Maria Santissima Assunta di Aci Sant'Antonio, canonico e successivamente prevosto del capitolo della cattedrale e vicario generale della diocesi di Acireale.

### Ministero episcopale
Il 13 gennaio 1981 papa Giovanni Paolo II lo nominò vescovo ausiliare di Catania e vescovo titolare di Astigi. Il 14 febbraio seguente ricevette l'ordinazione episcopale, nella cattedrale di Acireale, dal cardinale Salvatore Pappalardo, co-consacranti l'arcivescovo Domenico Picchinenna e il vescovo Giuseppe Malandrino.
Già amministratore apostolico della diocesi di Nicosia dal 28 aprile 1984, il 7 marzo 1985 fu nominato vescovo della medesima diocesi; succedette al dimissionario Salvatore Di Salvo.
Il 24 maggio 1997 papa Giovanni Paolo II lo promosse arcivescovo metropolita di Monreale; succedette a Salvatore Cassisa, dimessosi per raggiunti limiti di età. Il 29 giugno successivo ricevette il pallio dal papa.
Il 2 dicembre 2000, con il riordino delle provincie ecclesiastiche della regione ecclesiastica Sicilia, la metropolia di Monreale venne soppressa.
Il 15 ottobre 2002 fu nominato vescovo, con il titolo personale di arcivescovo, di Acireale; succedette a Salvatore Gristina, precedentemente nominato arcivescovo metropolita di Catania. Il 30 novembre seguente prese possesso della diocesi.
Il 26 luglio 2011 papa Benedetto XVI accettò la sua rinuncia al governo pastorale della diocesi di Acireale, presentata per raggiunti limiti di età; gli succedette Antonino Raspanti, del clero di Trapani, fino ad allora docente di Storia della Spiritualità presso la Pontificia Facoltà Teologica di Sicilia "San Giovanni Evangelista". Rimase amministratore apostolico della diocesi fino all'ingresso del successore, avvenuto il 1º ottobre seguente.
Fu membro della Commissione episcopale per l'Alta direzione dell'Almo collegio Capranica; fu anche apprezzato poeta: le sue pubblicazioni gli guadagnarono diversi riconoscimenti e premi letterari.
Morì in una clinica di Verona il 30 aprile 2021, all'età di 85 anni.

## Genealogia episcopale
La genealogia episcopale è:
- Cardinale Scipione Rebiba
- Cardinale Giulio Antonio Santori
- Cardinale Girolamo Bernerio, O.P.
- Arcivescovo Galeazzo Sanvitale
- Cardinale Ludovico Ludovisi
- Cardinale Luigi Caetani
- Cardinale Ulderico Carpegna
- Cardinale Paluzzo Paluzzi Altieri degli Albertoni
- Papa Benedetto XIII
- Papa Benedetto XIV
- Papa Clemente XIII
- Cardinale Marcantonio Colonna
- Cardinale Giacinto Sigismondo Gerdil, B.
- Cardinale Giulio Maria della Somaglia
- Cardinale Carlo Odescalchi, S.I.
- Cardinale Costantino Patrizi Naro
- Cardinale Lucido Maria Parocchi
- Papa Pio X
- Cardinale Gaetano De Lai
- Cardinale Raffaele Carlo Rossi, O.C.D.
- Cardinale Amleto Giovanni Cicognani
- Cardinale Salvatore Pappalardo
- Arcivescovo Pio Vittorio Vigo